# (622) Esther
Pour les articles homonymes, voir Esther.
(622) Esther est un astéroïde de la ceinture principale découvert par Joel Hastings Metcalf le 13 novembre 1906.
Il a été ainsi baptisé en référence au personnage biblique d'Esther, la femme du roi perse Assuérus dans le Livre d'Esdras.